# إسراء هيرسي
إسراء هيرسي (بالإنجليزية: Isra Hirsi)‏ (22 فبراير 2003) ناشطة بيئية أمريكية. شاركت في تأسيس نادي المناخ للشباب الأمريكي وشغلت منصب المدير التنفيذي المشارك للنادي. فازت هيرسي بجائزة بروير للشباب عن نشاطها المناخي.

## حياتها
نشأت هيرسي في منيابولس، مينيسوتا، وهي ابنة عضو الكونغرس الأمريكي إلهان عمر وأحمد عبد الرحمن هيرسي. أثناء تواجدها في المدرسة الإعدادية، ركزت هيرسي على حركة «حياة السود». في سن ال 12، كانت واحدة من المشاركين في الاحتجاج من أجل العدالة لجامار كلارك في مول أمريكا.تحضر هيرسي في مدرسة ساوث الثانوية في منيابولس. كما بدأت نشاطها المناخي بعد انضمامها إلى نادي البيئة في مدرستها الثانوية في عامها الأول.
قامت هيرسي بتنظيم مئات الإضرابات بقيادة الطلاب في جميع أنحاء الولايات المتحدة في 15 مارس و 3 مايو 2019. وشاركت في تأسيس «ضربة مناخ الشباب في الولايات المتحدة»، الذراع الأمريكي لحركة تغير المناخ العالمية للشباب، في يناير 2019. وتعمل كمديرة تنفيذية مشتركة لهذه المجموعة. في عام 2019 فازت بجائزة شباب بروير. وفي نفس العام، حصلت هيرسي على جائزة صوت المستقبل. وفي عام 2020، تم إدراج هيرسي في قائمة «40 من الطليعة الأكثر إلهامًا وإبداعًا الذين يعيدون تحديد معنى أن يكونوا شبابًا غير موهوبين وموهوبين وسودًا»